# Liste der Naturdenkmale in Rottenacker
| Naturdenkmale | Anzahl |
| ------------- | ------ |
| FND           | 2      |
| END           | 13     |
| Gesamt        | 15     |

Die Liste der Naturdenkmale in Rottenacker nennt die verordneten Naturdenkmale (ND) der im baden-württembergischen Alb-Donau-Kreis liegenden Gemeinde Rottenacker. In Rottenacker gibt es insgesamt 15 als Naturdenkmal geschützte Objekte, davon 2 flächenhafte Naturdenkmale (FND) und 13 Einzelgebilde-Naturdenkmale (END).
Stand: 1. November 2016.

## Flächenhafte Naturdenkmale (FND)
| Name                             | Bild | Kennung     | Einzelheiten | Position | Fläche Hektar | Datum         |
| -------------------------------- | ---- | ----------- | ------------ | -------- | ------------- | ------------- |
| Altwasser in den Bauernstöcken   | BW   | 84251040001 | Rottenacker  | ⊙        | 4,4           | 11. Nov. 1998 |
| Stillgewässer in ehem. Kiesgrube | BW   | 84251040005 | Rottenacker  | ⊙        | 0,8           | 11. Nov. 1998 |
| Legende für Naturdenkmal         |      |             |              |          |               |               |

## Einzelgebilde (END)
| Name                        | Bild | Kennung     | Einzelheiten | Position | Fläche Hektar | Datum         |
| --------------------------- | ---- | ----------- | ------------ | -------- | ------------- | ------------- |
| Baumbestand im Kirchhof     | BW   | 84251040002 | Rottenacker  | ⊙        | 0,0           | 11. Nov. 1998 |
| 1 Mostbirne                 | BW   | 84251040007 | Rottenacker  | ⊙        | 0,0           | 11. Nov. 1998 |
| 1 Mostbirne                 | BW   | 84251040009 | Rottenacker  | ⊙        | 0,0           | 11. Nov. 1998 |
| 1 Mostbirne                 | BW   | 84251040010 | Rottenacker  | ⊙        | 0,0           | 11. Nov. 1998 |
| 1 Mostbirne                 | BW   | 84251040011 | Rottenacker  | ⊙        | 0,0           | 11. Nov. 1998 |
| 1 Mostbirne                 | BW   | 84251040016 | Rottenacker  | ⊙        | 0,0           | 11. Nov. 1998 |
| 1 Sommerlinde               | BW   | 84251040013 | Rottenacker  | ⊙        | 0,0           | 11. Nov. 1998 |
| 1 Stieleiche und 1 Rotbuche | BW   | 84251040015 | Rottenacker  | ⊙        | 0,0           | 11. Nov. 1998 |
| 1 Stieleiche                | BW   | 84251040003 | Rottenacker  | ⊙        | 0,0           | 11. Nov. 1998 |
| 1 Stieleiche                | BW   | 84251040008 | Rottenacker  | ⊙        | 0,0           | 11. Nov. 1998 |
| 1 Stieleiche                | BW   | 84251040014 | Rottenacker  | ⊙        | 0,0           | 11. Nov. 1998 |
| 1 Stieleiche                | BW   | 84251040017 | Rottenacker  | ⊙        | 0,0           | 11. Nov. 1998 |
| 5 Mostbirnen                | BW   | 84251040012 | Rottenacker  | ⊙        | 0,0           | 11. Nov. 1998 |
| Legende für Naturdenkmal    |      |             |              |          |               |               |